# 大坑東邨

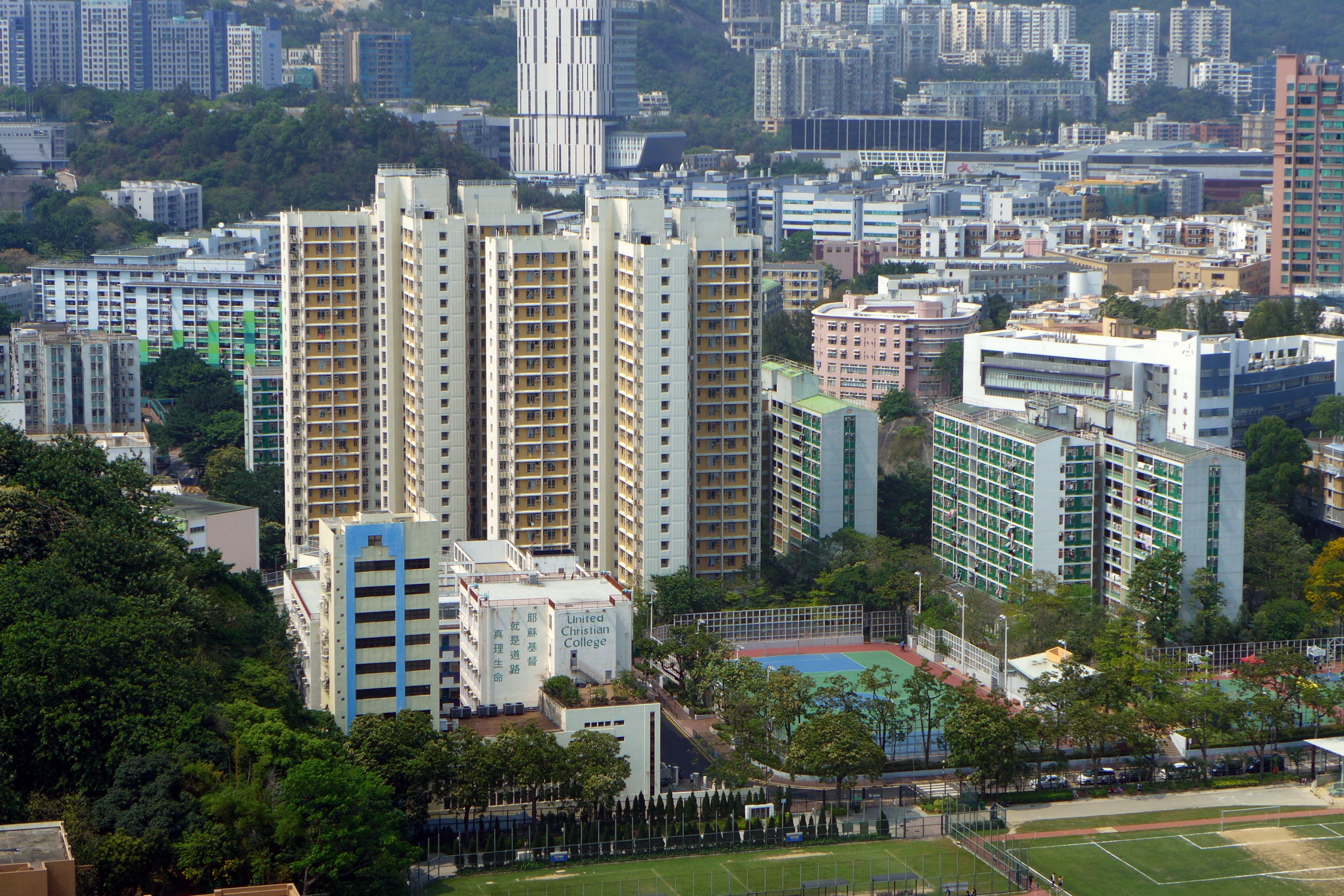
大坑東邨的其中4座樓宇，由左起為東健樓、東怡樓、東滿樓及東旺樓（2015年4月）

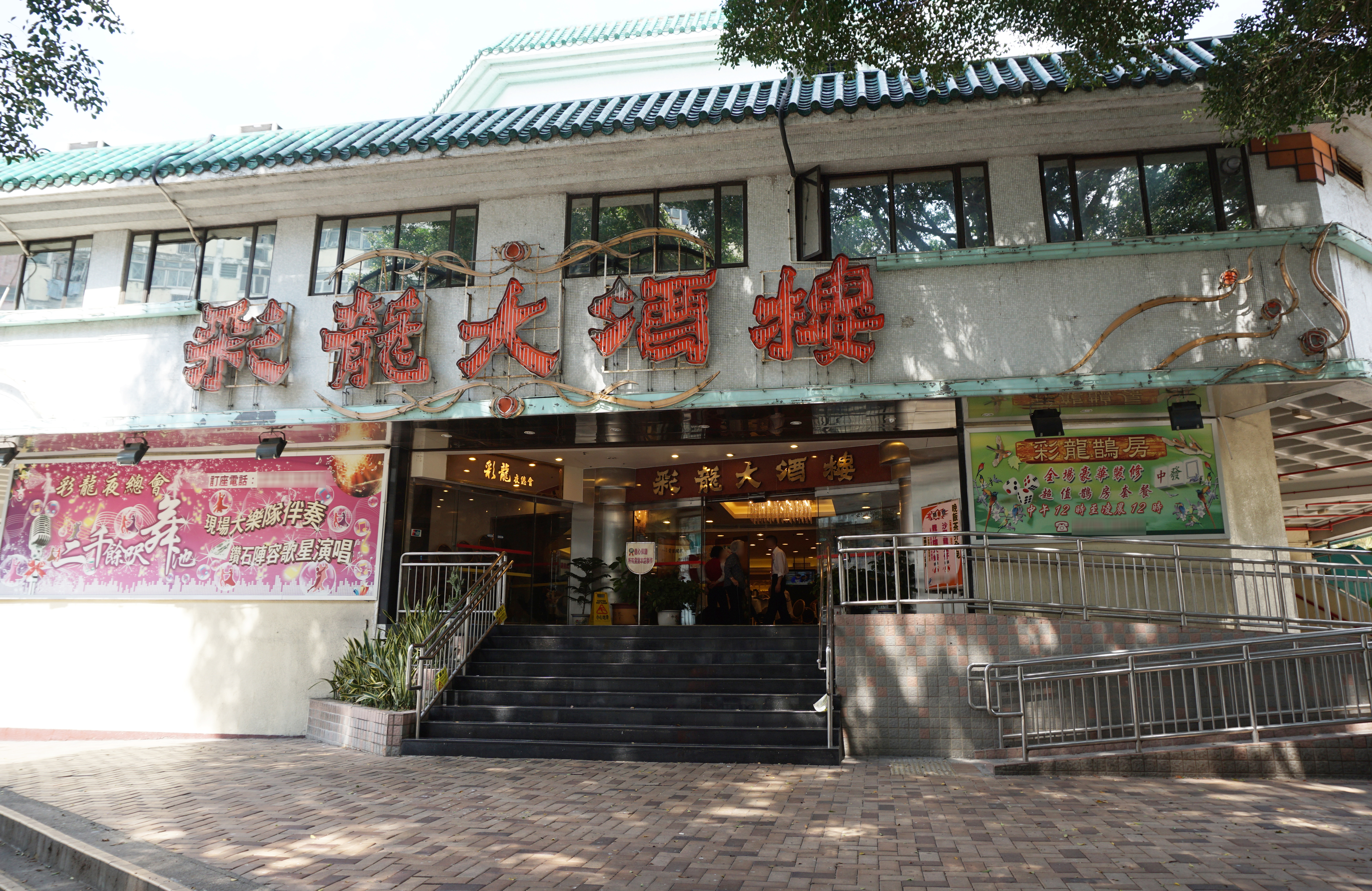
彩龍大酒樓

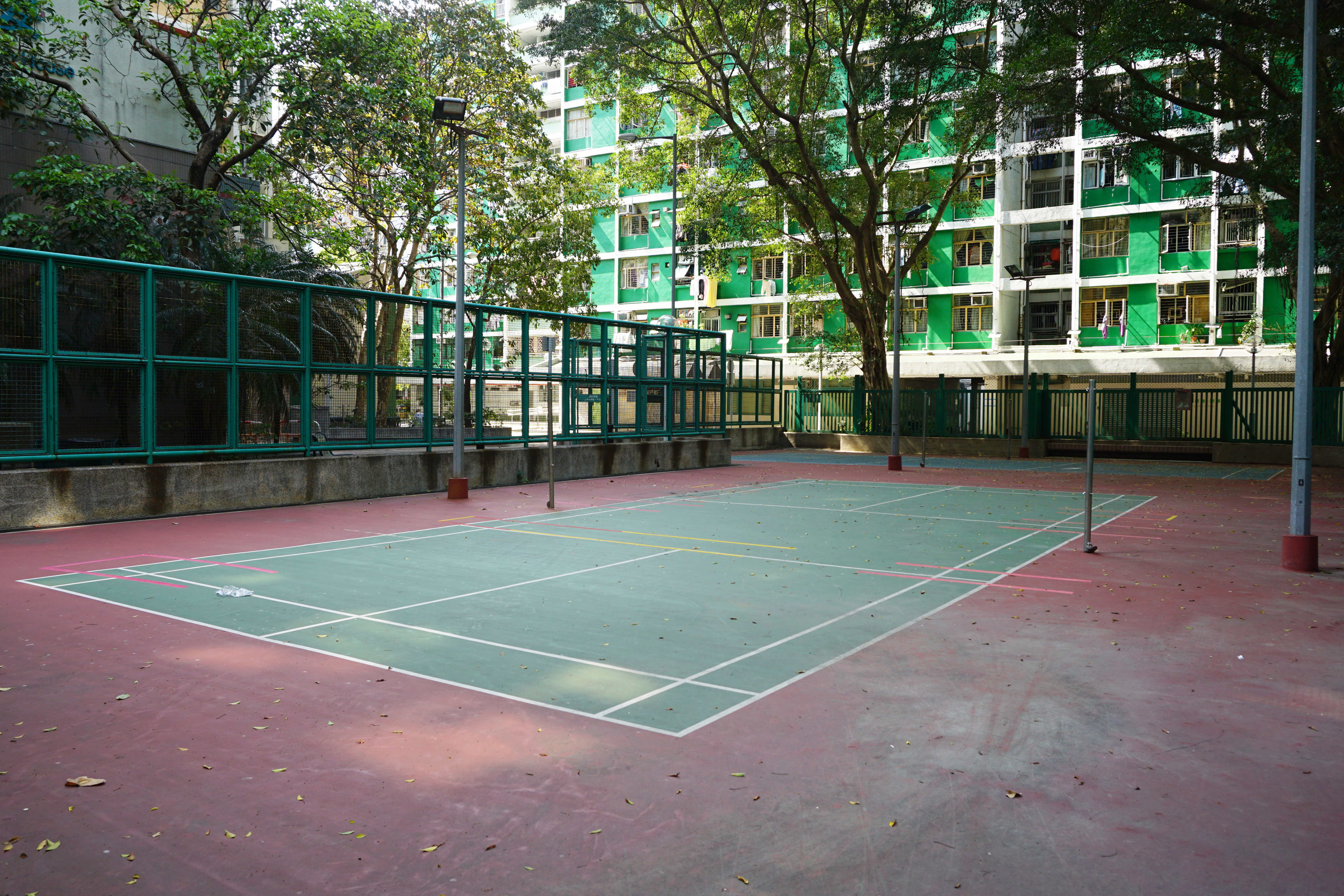
羽毛球場

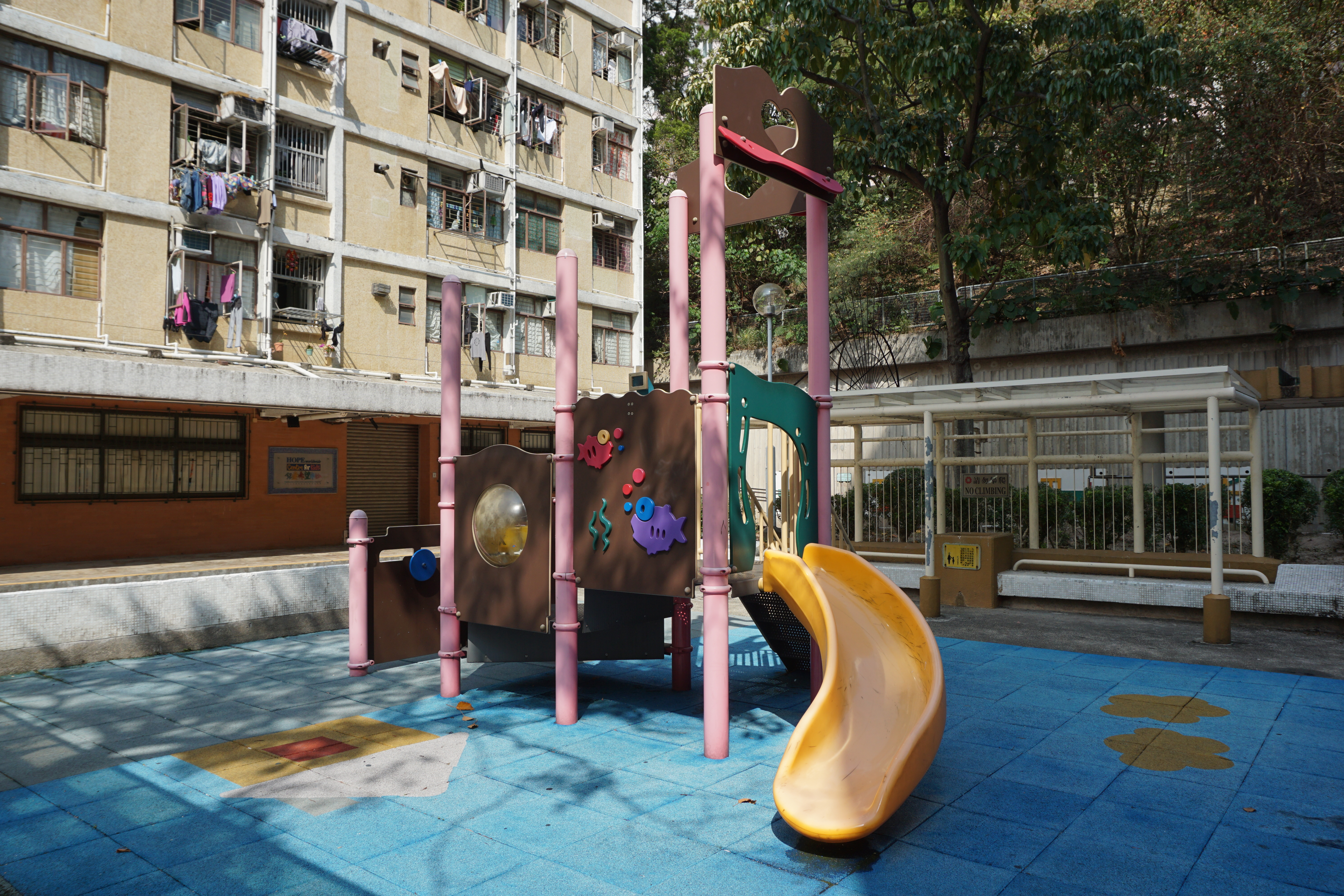
兒童遊樂場

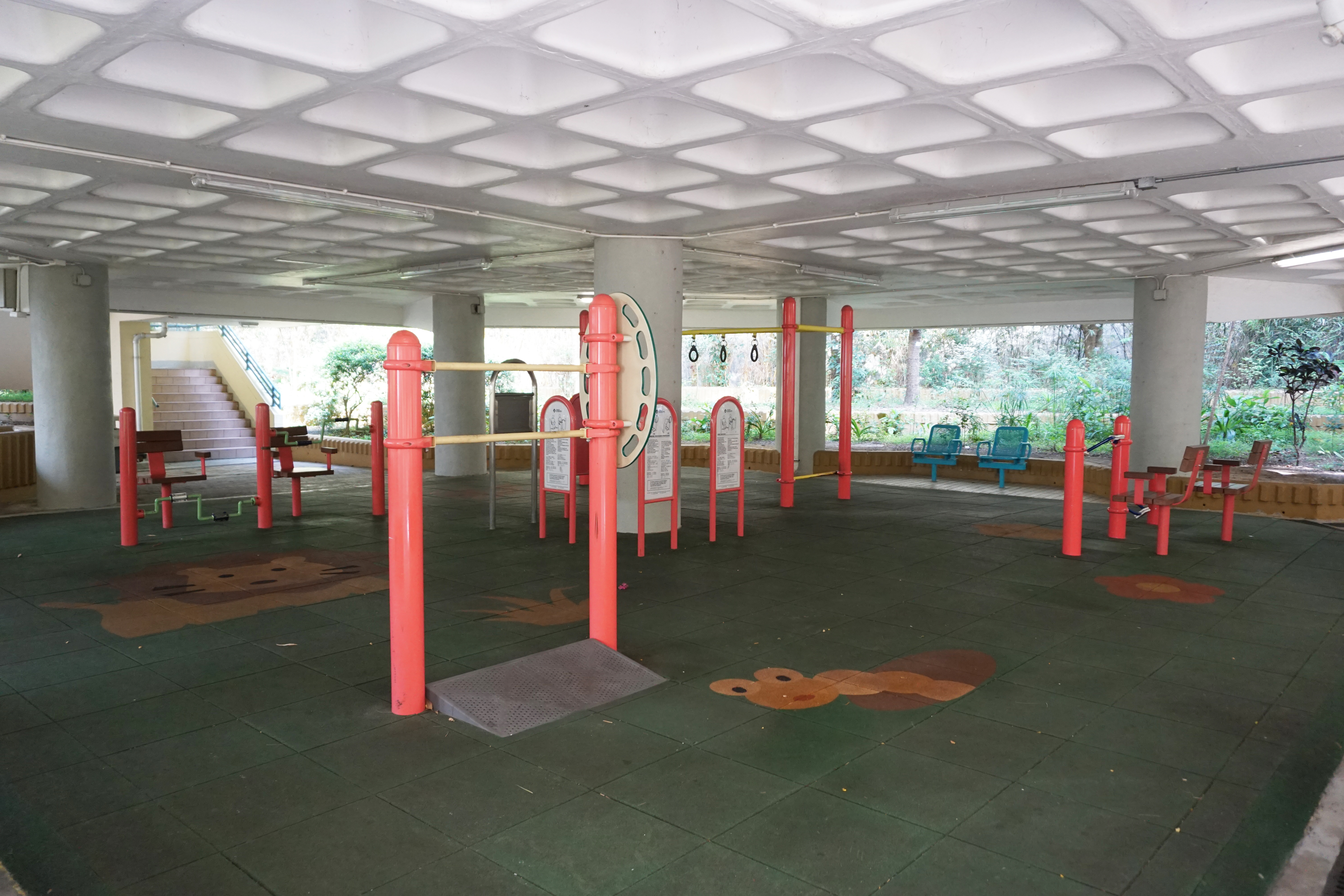
健體區

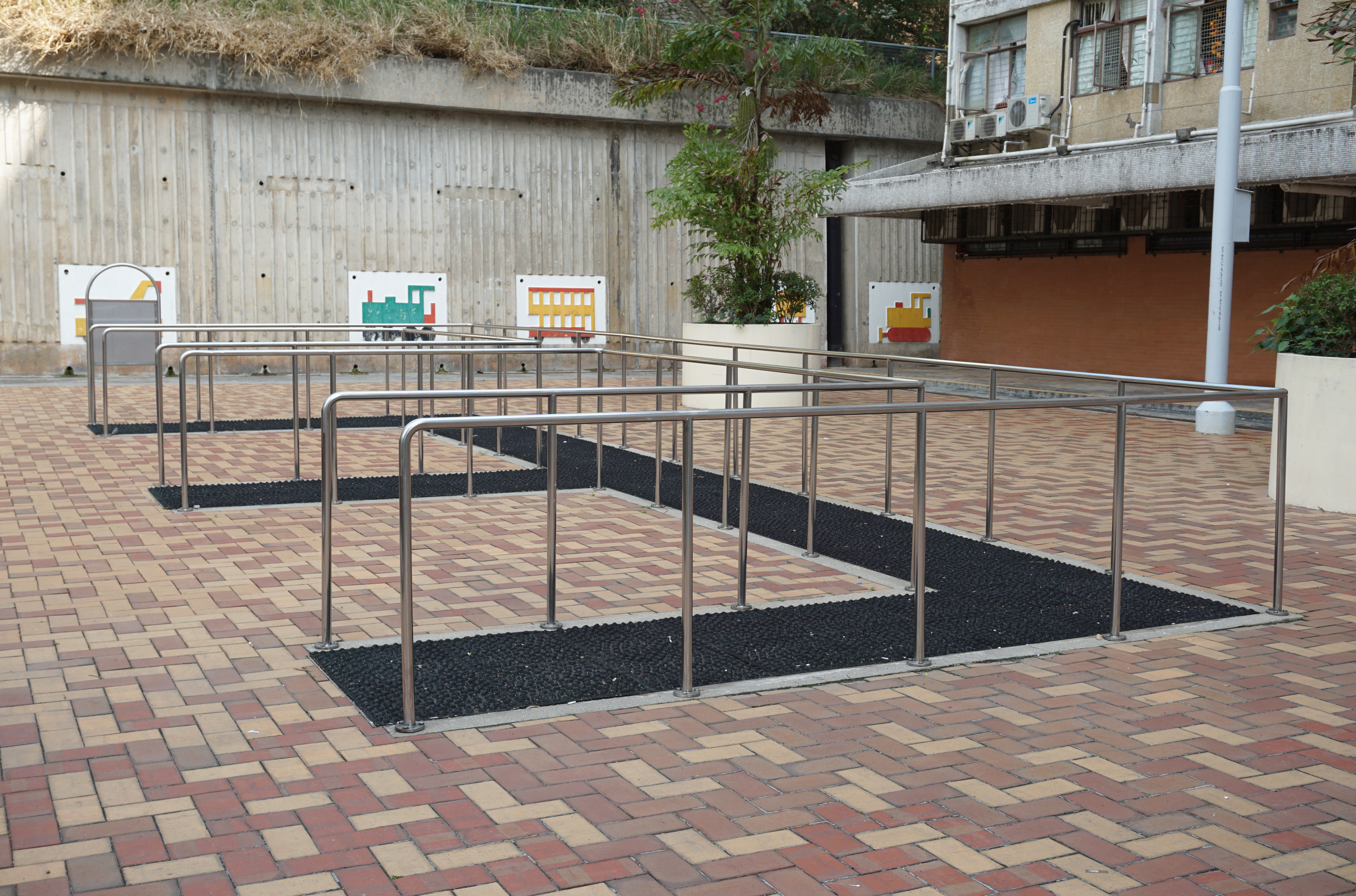
卵石路步行徑

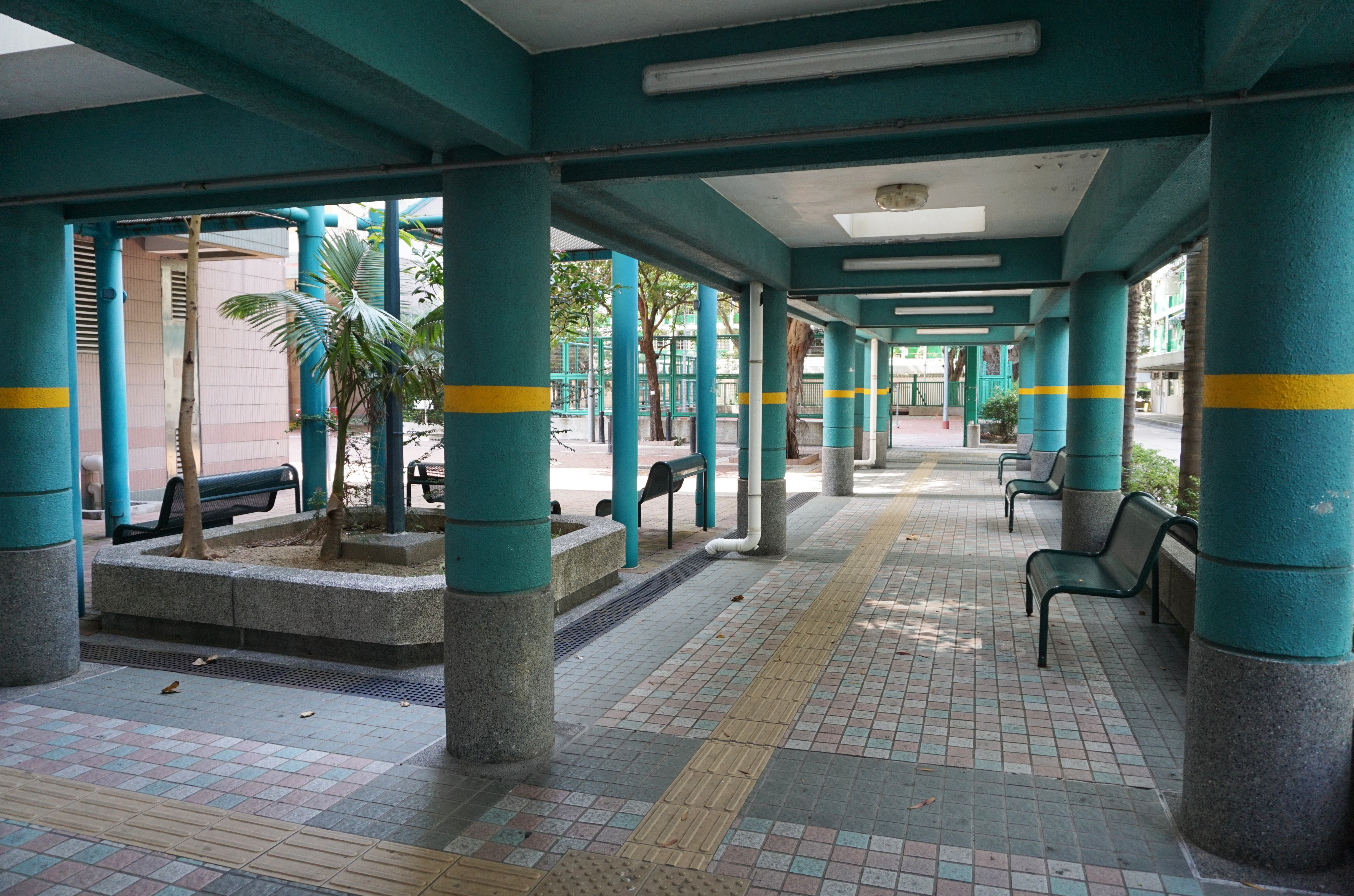
邨內有蓋行人通道

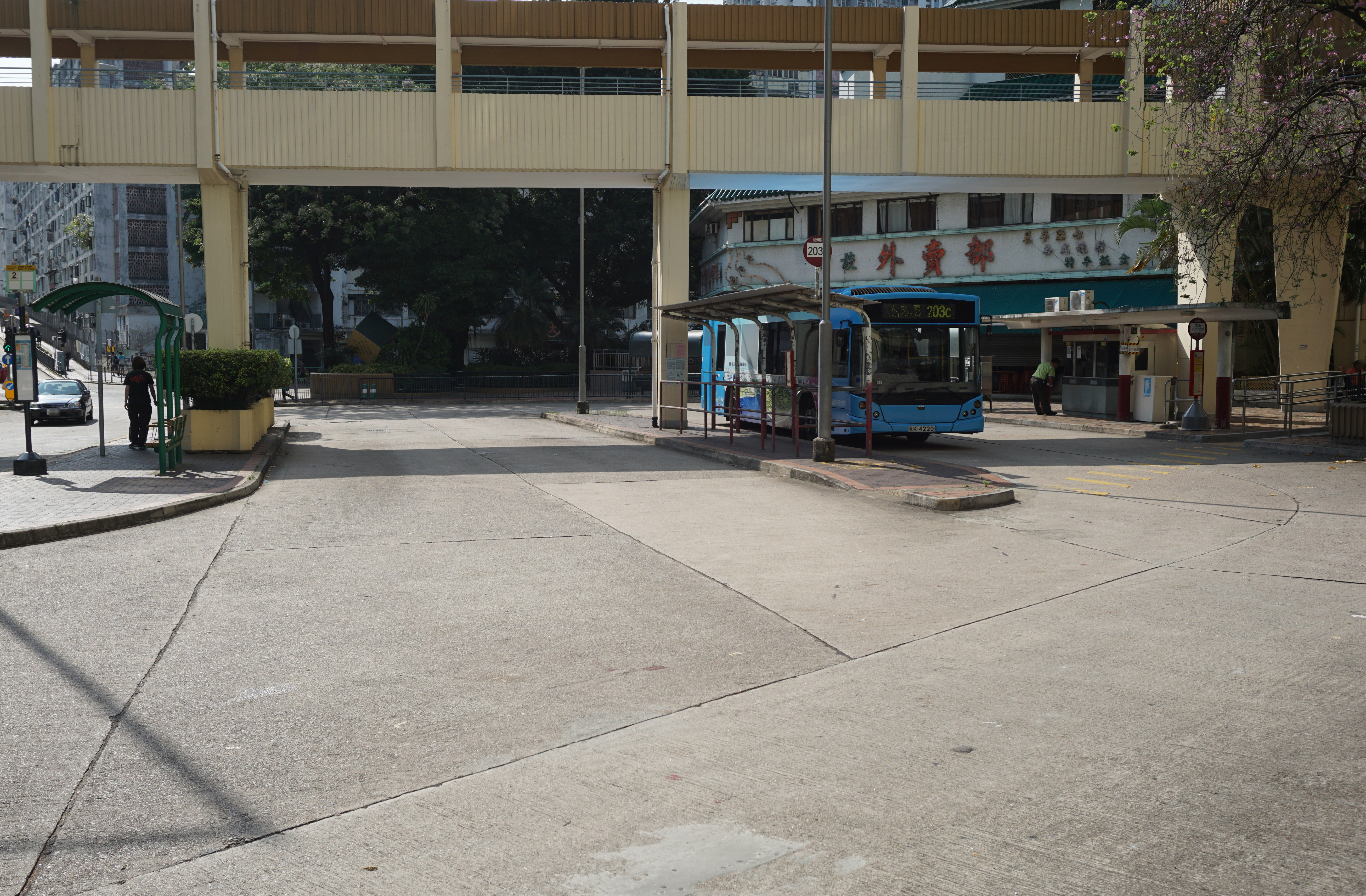
大坑東巴士總站

大坑東邨（英語：Tai Hang Tung Estate）是一座香港公共屋邨，位於香港九龍深水埗區石硤尾，現由領先管理負責管理。第一代樓宇在1955年開始入伙，新建樓宇於分別於1983年、1986年及2002年入伙。
大坑東邨曾於1991年列入出售公屋計劃，但最後計劃擱置。其後此邨因時間不合而未再出售，是該計劃下唯一一座沒有在租置計劃第二次出售的公共屋邨。
大坑東邨位於南山邨的南面和大坑西邨的東面，大坑東道是大坑東邨、大坑西新邨以及南山邨之間的主要街道。

## 歷史
第二次世界大戰後，大量內地難民移港定居，由於當時的香港政府沒有任何為低下階層而設的房屋政策，所以很多難民在1949年至1953年間在山邊興建木屋來居住，但這些木屋設備簡陋，衛生環境惡劣，加上木屋的密度高，因而經常發生火警。大坑東徙置區的北面部份，前身是1910年啟用的新九龍16號墳場和之後的大坑東木屋區。大坑東徙置區的南面部份（1-6座），前身是九龍塘村永華片場，因1954年7月22日的大火後被政府收回土地。

### 安置災民
1953年的聖誕夜，石硤尾木屋區發生一場史無前例的大火，令5萬多人無家可歸，於是政府在石硤尾一帶興建徙置大廈。到了1954年7月22日，另一場大火在大坑東木屋區發生，令2萬多人無家可歸，政府便仿照石硤尾的做法興建大坑東邨以容納災民，而該邨由德榮建築公司承建（後來該公司亦恰巧投得同一屋邨之重建及改建項目），1955年第7至14座落成，1955年-1956年第1至6座落成。除了大坑東外，還在大窩口和李鄭屋興建徙置大廈，時至今天，大坑東、李鄭屋和大窩口的徙置大廈已重建完成，而石硤尾的徙置大廈已經全部拆卸。

### 重建
1974年，政府開始籌備大坑東邨重建，至1979年開始進行工程。與石硤尾邨一樣，香港房屋委員會不是把所有徙置大廈重建，而是把部份徙置大廈改建，其餘拆卸重建，得以改建的有第1、2及14座，當中第1、2座兩翼中間的廁樓被拆去，單位加入獨立廚廁，而第14座則將兩個前後單位打通，住戶仍需使用中間的共用廁所（廁格獨立）。改建工程於1980年完成，其餘的新樓宇於1984-1987年入伙，而本邨的東海樓、東輝樓、東成樓、東裕樓、東滿樓及東旺樓是首批落成及層數最少的相連長型大廈，只有11層。原因是本邨興建時位於飛機航道之下，樓宇高度受限制。由於相連長型的外觀較長而窄，加上設計較靈活，所以這個樓宇設計其後使用於面積較細及受高度限制的徙置大廈重建工程地盤，所以大多數相連長型的樓宇可以於市區找到。
東新樓（第14座）於2001年拆卸，受影響的居民大部份都安置到幸福邨。餘下的四座徙置大廈（東榮樓、東富樓、東運樓及東和樓）於2003年全面拆卸，受影響的居民原獲安排搬遷至富昌邨，但因前民協區議員王桂雲及梁錦滔與一班街坊爭取原區安置，最後利用邨內原有硬地足球場位置興建了東健樓及東怡樓，大部份都安置到新建的邨內兩座樓宇，而將後期拆卸的四座徙置大廈原址以地換地方式重建回球場。

##### 已結束的學校
- 榮基學校（第1座）
- 深培學校（第2座）
- 陶庵學校（第3座）
- 信義宗信光學校（第4座）
- 基督教靈磐學校（第5座）
- 信義學校（第6座）
- 神召會嘉貞學校（第7座）
- 香港信義會信德學校（第11座）
- 救世軍光耀學校（第13座）
- 救世軍兒童團契學校（第14座）
- 聖伯多祿學校（第14座）

## 屋邨資料

### 現有樓宇
| 樓宇名稱        | 門牌號碼     | 樓宇類型              | 落成年份 | 層數 | 每層伙數 | 每座單位總數（伙） | 建築師                   | 承建商     | 提供升降機服務的廠商 （更換前）    | 提供升降機服務的廠商 （更換後） | 期數 |
| --------------- | ------------ | --------------------- | -------- | ---- | -------- | ------------------ | ------------------------ | ---------- | ---------------------------------- | ------------------------------- | ---- |
| 東龍樓（第4座） | 大坑東道88號 | 舊長型 （中央走廊式） | 1984年   | 11   | 61       | 624                | 房屋署建築師             | 鴻運建築   | 日立 DB/ACVV （ACVV）              | 蒂森克虜伯 GL （VVVF）          | 3    |
| 東海樓（第1座） | 大坑東道88號 | 相連長型一型          | 1986年   | 10   | 14       | 140                | 房屋署建築師             | 德榮建築   | 迅達 Miconic B Dynatron S （ACVV） | 蒂森克虜伯 GL （VVVF）          | 4    |
| 東成樓（第2座） | 大坑東道88號 | 相連長型一型          | 1986年   | 10   | 14       | 140                | 房屋署建築師             | 德榮建築   | 迅達 Miconic B Dynatron S （ACVV） | 蒂森克虜伯 GL （VVVF）          | 4    |
| 東輝樓（第3座） | 大坑東道88號 | 相連長型一型          | 1986年   | 10   | 14       | 140                | 房屋署建築師             | 德榮建築   | 迅達 Miconic B Dynatron S （ACVV） | 蒂森克虜伯 GL （VVVF）          | 4    |
| 東裕樓（第5座） | 大坑東道83號 | 相連長型一型          | 1987年   | 10   | 14       | 140                | 房屋署建築師             | 德榮建築   | 美善高（通力） TMS-500 （ACVV）    | 蒂森克虜伯 GL （VVVF）          | 5    |
| 東滿樓（第6座） | 大坑東道83號 | 相連長型一型          | 1987年   | 10   | 14       | 140                | 房屋署建築師             | 德榮建築   | 美善高（通力） TMS-500 （ACVV）    | 蒂森克虜伯 GL （VVVF）          | 5    |
| 東旺樓（第7座） | 大坑東道83號 | 相連長型一型          | 1987年   | 10   | 14       | 140                | 房屋署建築師             | 德榮建築   | 美善高（通力） TMS-500 （ACVV）    | 蒂森克虜伯 GL （VVVF）          | 5    |
| 東健樓（第8座） | 大坑東道83號 | 小型單位大廈          | 2002年   | 20   | 16       | 320                | 周古梁建築工程師有限公司 | 朱祥興建築 | 英國通用電氣-捷運 QVF-II （VVVF）  | （不適用）                      | 6    |
| 東怡樓（第9座） | 大坑東道83號 | 小型單位大廈          | 2002年   | 20   | 16       | 320                | 周古梁建築工程師有限公司 | 朱祥興建築 | 英國通用電氣-捷運 QVF-II （VVVF）  | （不適用）                      | 6    |

東成樓、東輝樓及東海樓曾經於1991年納入「出售公屋計劃」中作出售，但因計劃腰斬而未能售出，其後亦沒有納入後來的租者置其屋計劃，為「出售公屋計劃」中唯一依然未出售的屋邨，同期其它屋邨均已於租者置其屋計劃全數售出。

另外，本邨的相連長型大廈為全港首批落成及層數最少的同類大廈，住宅層數只有10層。

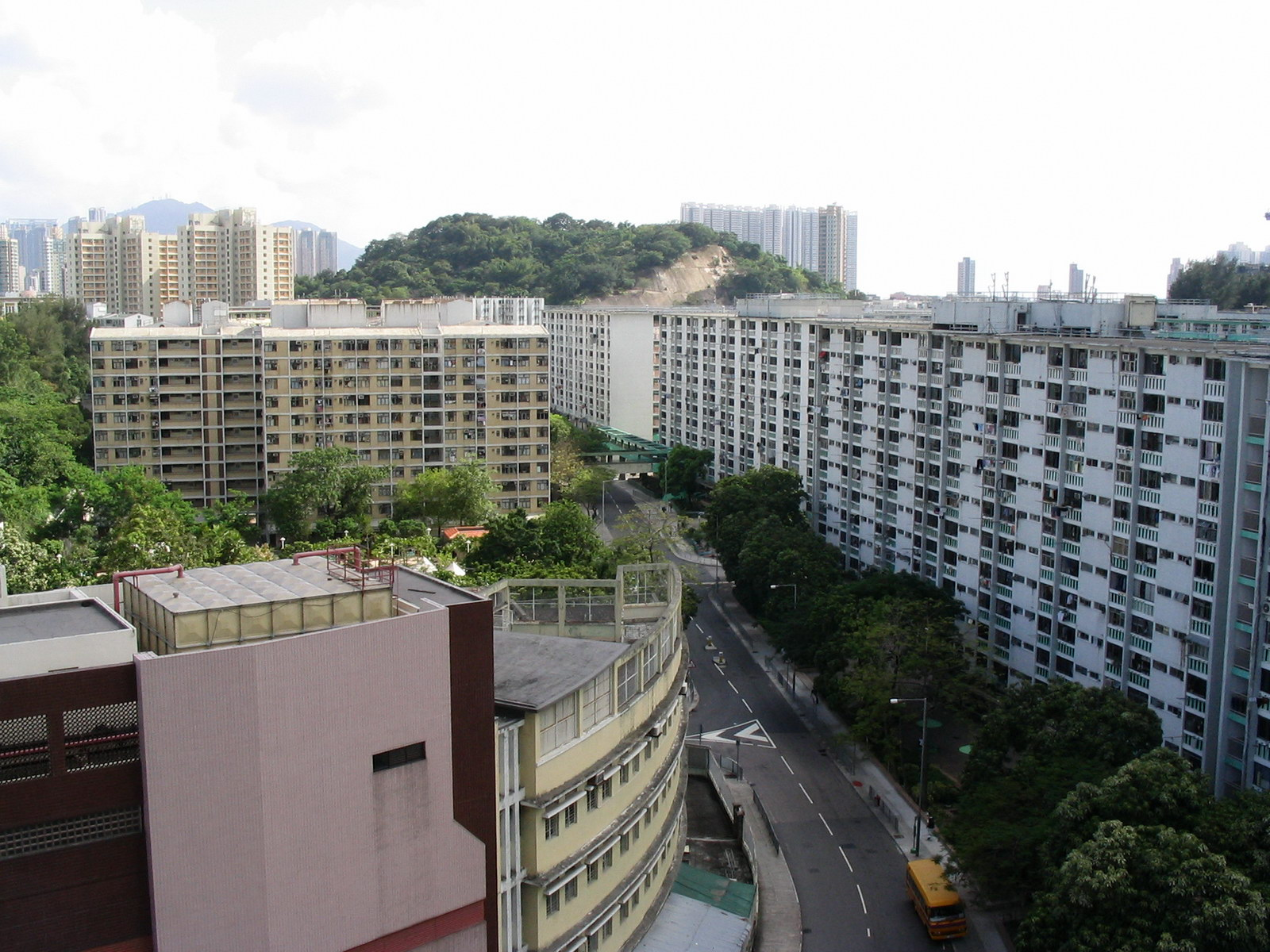
東輝樓、東健樓及東怡樓，右方是南山邨
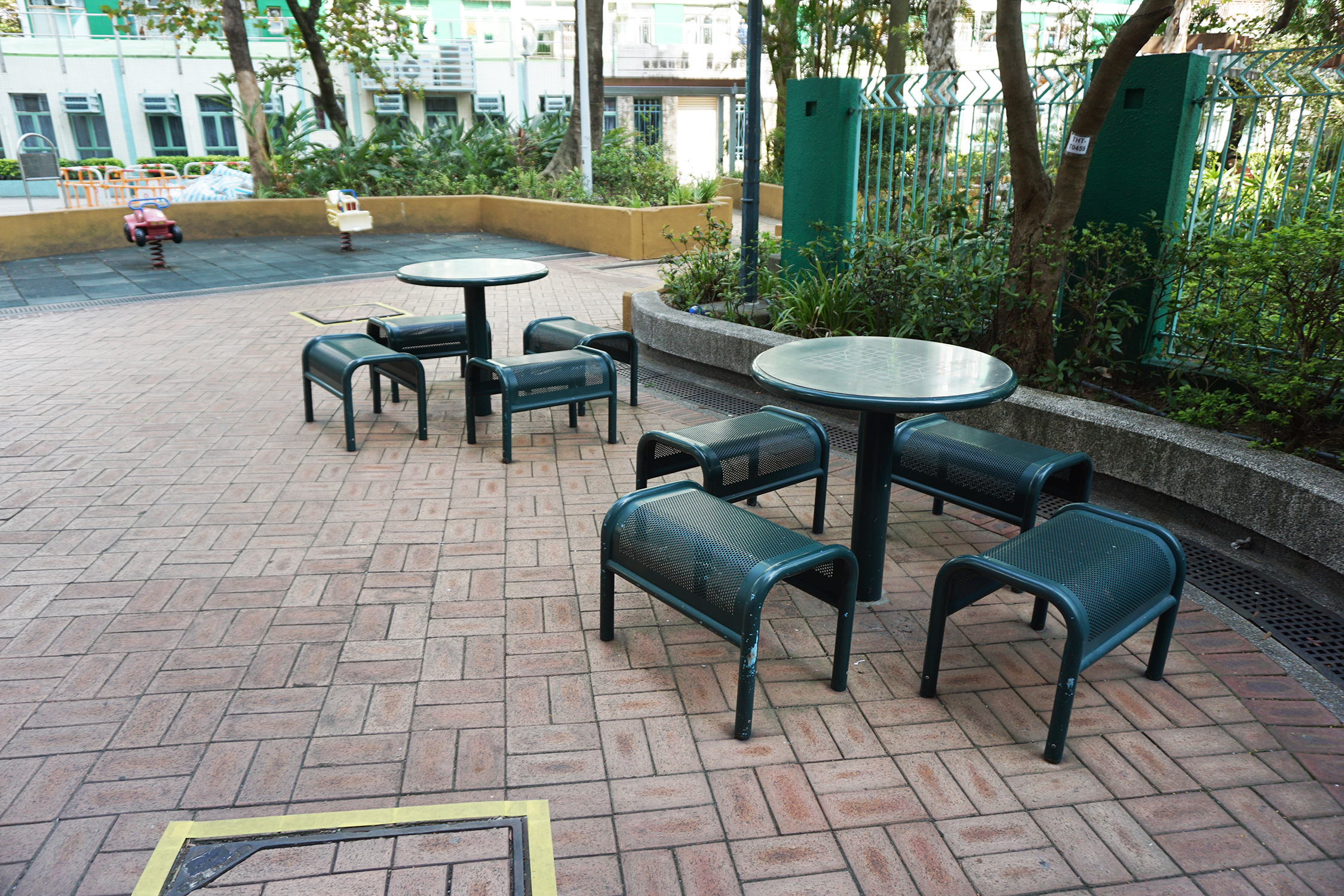
棋藝區及兒童遊樂場（2）
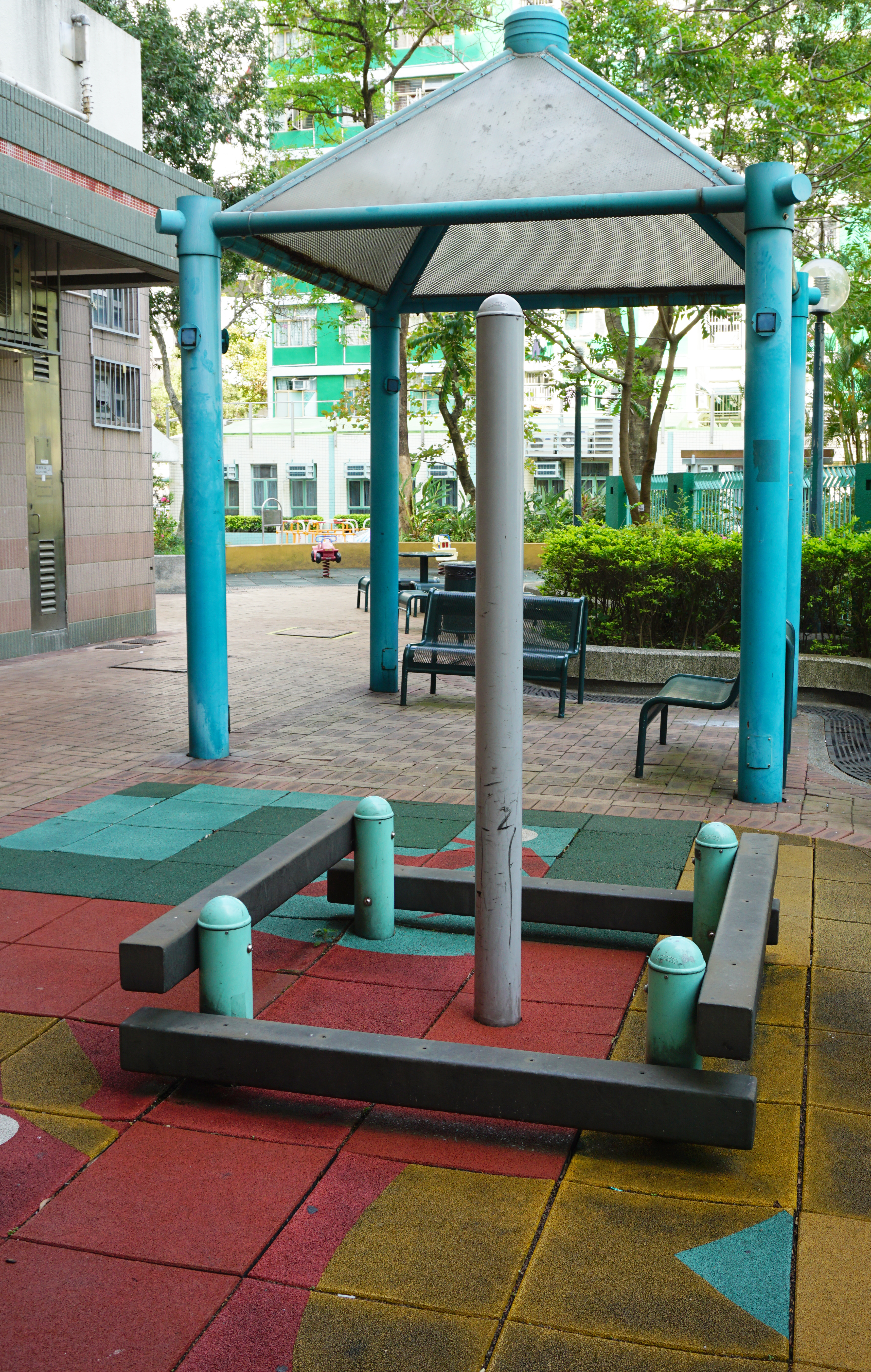
健體區（2）及涼亭
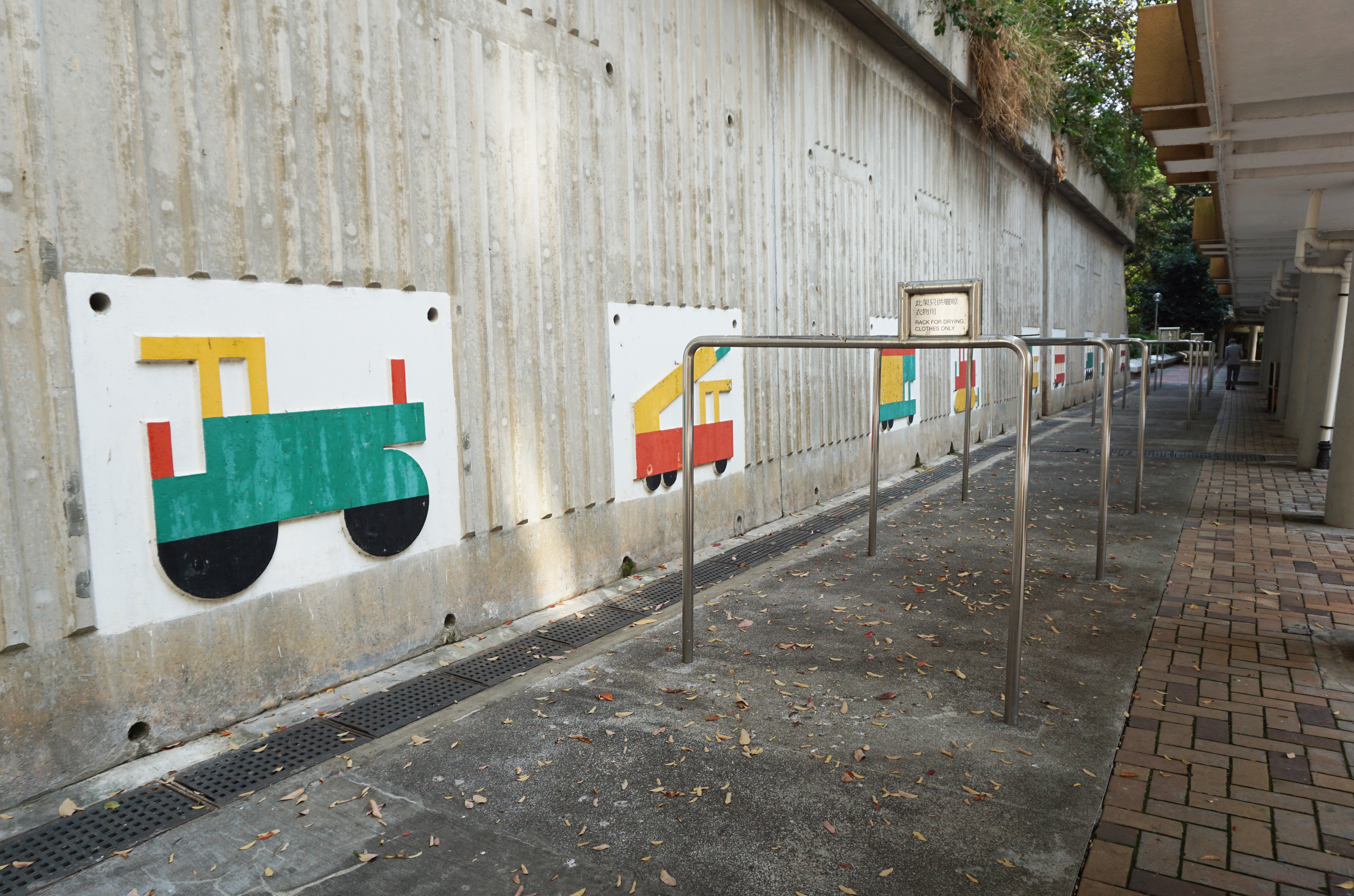
邨內設有多個曬衣架

### 歷代樓宇
| 樓宇名稱／座號 | 樓宇類型     | 落成年份 | 改建年份   | 拆卸年份 | 原座號         | 改建前安置屋邨 | 安置屋邨                                   | 承建商   | 重建後原地所屬的樓宇 |
| -------------- | ------------ | -------- | ---------- | -------- | -------------- | -------------- | ------------------------------------------ | -------- | -------------------- |
| 東榮樓         | 改建第一型   | 1955年   | 1980年     | 2003年   | 第1座（N）北翼 | 南山邨         | （同一屋邨） 東健樓及東怡樓                | 德榮建築 | 大坑東邨一號遊樂場   |
| 東富樓         | 改建第一型   | 1955年   | 1980年     | 2003年   | 第1座（N）南翼 | 南山邨         | （同一屋邨） 東健樓及東怡樓                | 德榮建築 | 大坑東邨一號遊樂場   |
| 東運樓         | 改建第一型   | 1955年   | 1980年     | 2003年   | 第2座（O）北翼 | 南山邨         | （同一屋邨） 東健樓及東怡樓                | 德榮建築 | 大坑東邨一號遊樂場   |
| 東和樓         | 改建第一型   | 1955年   | 1980年     | 2003年   | 第2座（O）南翼 | 南山邨         | （同一屋邨） 東健樓及東怡樓                | 德榮建築 | 大坑東邨一號遊樂場   |
| 第3座          | 第一型       | 1955年   | （不適用） | 1984年   | M座            | （不適用）     | （同一屋邨） 東龍樓 石硤尾邨42-44座 澤安邨 | 德榮建築 | 東裕樓 東滿樓 東旺樓 |
| 第4座          | 第一型       | 1955年   | （不適用） | 1984年   | L座            | （不適用）     | （同一屋邨） 東龍樓 石硤尾邨42-44座 澤安邨 | 德榮建築 | 東裕樓 東滿樓 東旺樓 |
| 第5座          | 第一型       | 1955年   | （不適用） | 1984年   | K座            | （不適用）     | （同一屋邨） 東龍樓 石硤尾邨42-44座 澤安邨 | 德榮建築 | 東裕樓 東滿樓 東旺樓 |
| 第6座          | 第一型       | 1955年   | （不適用） | 1984年   | J座            | （不適用）     | （同一屋邨） 東龍樓 石硤尾邨42-44座 澤安邨 | 德榮建築 | 東裕樓 東滿樓 東旺樓 |
| 第7座          | 第一型       | 1955年   | （不適用） | 1981年   | G座            | （不適用）     | 南山邨                                     | 德榮建築 | 東龍樓 酒樓 巴士總站 |
| 第8座          | 第一型       | 1955年   | （不適用） | 1981年   | H座            | （不適用）     | 南山邨                                     | 德榮建築 | 東龍樓 酒樓 巴士總站 |
| 第9座          | 第一型       | 1955年   | （不適用） | 1981年   | F座            | （不適用）     | 南山邨                                     | 德榮建築 | 東龍樓 酒樓 巴士總站 |
| 第10座         | 第一型       | 1955年   | （不適用） | 1984年   | E座            | （不適用）     | 南山邨 石硤尾邨42-44座 澤安邨              | 德榮建築 | 東成樓 東輝樓 東海樓 |
| 第11座         | 第一型       | 1955年   | （不適用） | 1984年   | D座            | （不適用）     | 南山邨 石硤尾邨42-44座 澤安邨              | 德榮建築 | 東成樓 東輝樓 東海樓 |
| 第12座         | 第一型       | 1955年   | （不適用） | 1984年   | C座            | （不適用）     | 南山邨 石硤尾邨42-44座 澤安邨              | 德榮建築 | 東成樓 東輝樓 東海樓 |
| 第13座         | 第一型       | 1955年   | （不適用） | 1984年   | B座            | （不適用）     | 南山邨 石硤尾邨42-44座 澤安邨              | 德榮建築 | 東成樓 東輝樓 東海樓 |
| 東新樓         | 半改建第一型 | 1955年   | 1980年     | 2001年   | 第14座（A）    | 南山邨         | 富昌邨                                     | 德榮建築 | 大坑東邨二號遊樂場   |

## 外部連結
- 房委會物業位置及資料 大坑東邨 （页面存档备份，存于）